# Бабушкин козлик
«Бабушкин козлик» — советский мультипликационный фильм-сказка для взрослых 1963 года. Фильм создал режиссёр Леонид Амальрик, не раз возвращавшийся к сатирическому жанру.

## Сюжет
Сюжет одноимённой сказки Феликса Кривина по мотивам известной детской песенки представляет перевёрнутую наизнанку классическую историю. Теперь уже всем знакомые «рожки да ножки» остаются не от козлика, а от бабушки. А сам козлик становится сорванцом, попадающим в плохую компанию волков.
У одной бабушки растёт маленький козлик, которого она всячески опекает, несмотря на его шалости и проказы. Едва став на ноги, козлик убегает в лес, где встречает трёх волков. Те в свою очередь решают его поначалу не трогать, а использовать в роли "козла отпущения". Они предлагают козлику свою дружбу и жалуются ему на то, что с ними никто не дружит. Козлик решает им помочь и приводит из села трёх своих друзей - баранов, которых волки тут же съедают.
Тем временем козлика сажают под арест за то, что он увёл баранов. Однако бабушка умоляет отпустить сорванца, ссылаясь на то, что он ещё маленький и не понимает, что делает. Козлика выпускают и он тут же бежит в лес. На вопрос "Где бараны?", один из волков переодевается в шкуру убитого барана (тем временем другой спаивает козлика) и говорит, что им здесь хорошо и они не хотят домой. Волки просят, чтобы козлик привёл ещё парочку, но бараны уже не хотят с ним идти. Узнав об этом волки смеются над ним, дразня "бабушкиным козликом" и предлагают, чтоб козлик привёл их к бабушке познакомиться. Не подозревая злого умысла, козлик соглашается, приводит их к бабушкиному дому, а сам убегает на огород. Когда же он прибегает домой, то обнаруживает, что волки ушли, а от бабушки остались только "рожки да ножки" (очки и сапоги).

## Создатели
| Автор сценария            | Феликс Кривин |
| Режиссёр                  | Леонид Амальрик |
| Художники-постановщики    | Надежда Привалова, Татьяна Сазонова |
| Композиторы               | Никита Богословский, Борис Савельев (нет в титрах) |
| Оператор                  | Михаил Друян |
| Звукооператор             | Николай Прилуцкий |
| Художники-мультипликаторы | Владимир Арбеков, Рената Миренкова, Ольга Столбова, Татьяна Таранович, Фёдор Хитрук, Борис Бутаков, Галина Баринова, Александр Давыдов, Галина Золотовская, Сергей Дёжкин |
| Текст от автора читает    | Эммануил Каминка |

## Роли озвучивали
- Козлик — Юлия Юльская
- Бабушка — Елена Понсова
- Волк с жёлтыми глазами — Анатолий Папанов
- Волк с красными глазами — Николай Граббе
- Волк с зелёными глазами — Георгий Вицин

## Отзывы
«Точность обобщающей мысли художника, меткость реалистического мастерства и верность критического прицела — вот в чём сила и действенность мультипликационной сатиры. Огромные возможности для мультипликации таит в себе пародийно-сатирическое переосмысление сказочных и басенных мотивов, неожиданное остросовременное прочтение традиционных сюжетов и образов.

Подобный приём использовали, например, авторы мультфильма „Бабушкин козлик“ (1963, режиссёр Л. Амальрик, сценарий Ф. Кривина) — сатирической сказки для взрослых. Всем известный с детства сюжет здесь своеобразно перевёрнут: теперь уже „рожки да ножки“ остаются не от козлика, а от бабушки. А сам козлик оказывается аллегорическим образом молодого шалопая, попавшего в дурную компанию. Пародийный сюжет-перевёртыш не несёт здесь, к сожалению, точного сатирического прицела. И этот недостаток не могут восполнить ни выразительность рисунка, ни изобретательность движения и ритма.»— Асенин С. В. Волшебники экрана

## Видео
В 1990-е годы мультфильм выпущен в сборниках лучших советских мультфильмов Studio PRO Video, позже — студией «Союз» на видеокассетах.